# Osmylus
Genre
Osmylus, les Osmyles, est un genre d'insectes névroptères de la famille des Osmylidae.

## Liste des espèces
Selon GBIF (14 mars 2025) :
- Osmylus angustimarginatus Xu, Wang & Liu, 2016
- Osmylus atomatus (C.-k.Yang et al., 1988)
- Osmylus biangulus Y.-j.Wang & Z.-q.Liu, 2010
- Osmylus bipapillatus Y.-j.Wang & Z.-q.Liu, 2010
- Osmylus cilicicus Krüger, 1913
- Osmylus conanus C.-k.Yang, 1987
- Osmylus decoratus Nakahara, 1914
- Osmylus fuberosus C.-k.Yang, 1997
- Osmylus fulvicephalus (Scopoli, 1763)
- Osmylus gussakovskii Kozhanchikov, 1951
- Osmylus hauginus Navás, 1910
- Osmylus hyalinatus McLachlan, 1875
- Osmylus kisoensis Iwata, 1928
- Osmylus lucalatus Y.-j.Wang & Z.-q.Liu, 2010
- Osmylus maoershanicola Xu, Wang & Liu, 2016
- Osmylus megistus C.-k.Yang, 1987
- Osmylus minisculus C.-k.Yang, 1987
- Osmylus multiguttatus McLachlan, 1870
- Osmylus pachycaudatus Y.-j.Wang & Z.-q.Liu, 2010
- Osmylus posticatus Banks, 1947
- Osmylus pryeri McLachlan, 1875
- Osmylus shaanxiensis Xu, Wang & Liu, 2016
- Osmylus taiwanensis New, 1991
- Osmylus tessellatus McLachlan, 1875
- Osmylus wuyishanus C.-k.Yang, 1999
- Osmylus xizangensis C.-k.Yang et al., 1988
- Osmylus zheanus (C.-k.Yang & Z.-q.Liu, 2001)